# Зазі Бітц
Зазі Олівія Бітц (англ. Zazie Olivia Beetz, правильно Засі Бе(й)тс — англ. вимова: [/zəˈsiː ˈbeɪts/], нім. вимова: [/zaˈsiː ˈbeːts/]; нар. 1 червня 1991) — німецько-американська акторка, найбільш відома за роллю Ванесси в серіалі «Атланта». У 2016 році вона також з'явилася в серіалі-антології Netflix «Простіше простого». У 2018 році Бітц зіграла Доміно у фільмі «Дедпул 2».

## Життєпис
Бітц народилася в Німеччині в родині німця-столяра і соціальної працівниці-афроамериканки. Зростала в Вашингтон-Хайтс і Берліні. Говорить німецькою та англійською. Бітц з дитинства виступала в аматорських театрах. Навчалася в Новій школі Мускоти, Гарлемській школі мистецтв, Лагардійській школі мистецтв і Скідморовському коледжі.

## Фільмографія
| Рік  | Українська назва                  | Оригінальна назва               | Роль                 | Примітки            |
| ---- | --------------------------------- | ------------------------------- | -------------------- | ------------------- |
| 2013 | Крокотта                          | The Crocotta                    | Крокотта             | Короткометражка     |
| 2014 | Тварини                           | Beasts                          | Еллі                 | Короткометражка     |
| 2015 | Джеймс Уайт                       | James White                     | дівчина              |                     |
| 2015 | Чепуха                            | Applesauce                      | Рейн                 |                     |
| 2015 | Подвійна привязка                 | Double Bind                     | Бейлі                | Короткометражка     |
| 2015 | П'ятий та Палісад                 | 5th & Palisade                  | детектив Макбрайд    | Короткометражка     |
| 2016 | Марго проти Лілі                  | Margot vs. Lily                 | Еллі                 | Міні-серіал         |
| 2016 | MBFF: Кращий друг людини назавжди | MBFF: Man's Best Friend Forever | Івана                | Короткометражка     |
| 2016 | Вовки                             | Wolves                          | Вікторія             |                     |
| 2016 | Атланта                           | Atlanta                         | Ванесса «Ван» Кіфер  |                     |
| 2016 | Просто                            | Easy                            | Ноель                | 2 епізоди           |
| 2017 | У пошуку її                       | Finding Her                     | Кейша                |                     |
| 2017 | Соллерс Поінт                     | Sollers Point                   | Кортні               |                     |
| 2017 | Геошторм                          | Geostorm                        | Дана                 |                     |
| 2017 | Кімнатні рослини                  | Houseplants                     | Альма                | Короткометражка     |
| 2018 | Мертві свині                      | Dead Pigs                       | Енджи                |                     |
| 2017 | Це харасмент                      | That's Harassment               | працівниця           | Короткометражка     |
| 2018 | Дедпул 2                          | Deadpool 2                      | Ніна Турман / Доміно |                     |
| 2018 | Слайс                             | Slice                           | Астрід               |                     |
| 2018 | Птах високого польоту             | High Flying Bird                | Сем                  |                     |
| 2018 | Невідкрита країна                 | The Undiscovered Country        | Дарла                |                     |
| 2019 | Рани                              | Wounds                          | Аліса                |                     |
| 2019 | Безіменний проект Бабака Анварі   | Untitled Babak Anvari project   | Ерін                 |                     |
| 2019 | Бліда синя точка                  | Pale Blue Dot                   |                      |                     |
| 2019 | Проти всіх ворогів                | Seberg                          | Дороті Джамал        |                     |
| 2019 | Джокер                            | Joker                           | Софі Дюмон           |                     |
| 2019 | Люсі в космосі                    | Lucy in the Sky                 | Ерін Еклс            |                     |
| 2020 | Дев'ять днів                      | Nine Days                       | Емма                 |                     |
| 2021 | Невразливий                       | Invincible                      | Ембер Беннетт        | озвучка, 8 епізодів |
| 2021 | Тим сильніше вони впадуть         | The Harder They Fall            | Мері Філдс           |                     |
| 2022 | Поганці                           | The Bad Guys                    | Діана Хвостенко      | озвучка             |
| 2022 | Швидкісний поїзд                  | Bullet Train                    | Шершень              |                     |
| 2024 | Джокер: Божевілля на двох         | Joker: Folie à Deux             | Софі Дюмон           |                     |
| TBA  | Вимерлий                          | Extinct                         | TBA                  | озвучка             |